# HC Veselí nad Moravou
Le HC Veselí nad Moravou est un club sportif tchèque de handball féminin basé à Veselí nad Moravou, une ville du district de Hodonín, dans la région de Moravie-du-Sud.

## Palmarès
compétitions nationales
- champion de République tchèque en 2006, 2009 et 2011